# Кушніров Дмитро Олександрович
Дмитро Олександрович Кушніров (* 1 квітня 1990, Тальне, Черкаська область) — український футболіст, захисник, екс-гравець молодіжної збірної України.

## Клубна кар'єра
Вихованець футбольної школи РВУФК (Київ). У дитячо-юнацькій футбольній лізі провів за РВУФК 88 матчів, відзначився 14 забитими голами. У 2007 році перейшов до структури «Динамо» (Київ).
30 серпня 2007 року дебютував в іграх за «Динамо-2» у першій лізі чемпіонату України у матчі проти київської «Оболоні» (поразка 0:4). 
У сезоні 2007—2008 також виступав у першості дублерів, за дубль «Динамо» зіграв 6 матчів.
За «Динамо-2» у першій лізі провів 141 матч, забив 5 голів. 
У 2013 році мав підписати контракт із чеською "Сігмою", проте отримав травму і підписання контракту було зірване. 
Взимку 2013 року у Дмитра завершився контракт із «Динамо» (Київ).
У 2014 році підписав контракт із латвійською Даугавою , де зіграв один матч і розірвав контракт.
Після цього завершив професійну кар'єру футболіста.

## Виступи за збірні
На регулярній основі викликався до національних збірних України різних вікових категорій. У футболці збірної України дебютував у 15-річному віці в матчі збірної України U-17 проти однолітків з Білорусі 21 серпня 2005 року (поразка 0:1). Перший матч у складі юнацької збірної України (U-19) — 6 вересня 2008 року (проти збірної Бельгії, перемога 5:2).
У складі збірної України U-19 — чемпіон Європи 2009 року. Під час турніру відіграв в усіх п'яти матчах української збірної.
4 вересня 2010 року дебютував у складі молодіжної збірної України у грі проти «молодіжки» Казахстану та зіграв за неї 15 матчів.

## Після кар'єри
Після завершення спортивної кар'єри працює в патрульній поліції міста Херсона.

## Досягнення
- Чемпіон Європи серед юнаків (U-19) 2009 року